# 等著你回來
《等著你回來》為香港亞洲電視自製的民初靈異電視劇，又名《撞到正》、《情定陰陽界》。本劇於1997年首播，全劇共30集。故事背景為1930年代的香港，是一套集驚嚇、浪漫、靈異及親情於一身的劇集。當年本劇收視率持續高企，成績十分亮麗，為第三線劇集的收視冠軍，迫得TVB提早推出題材相近的劇集《大鬧廣昌隆》；本劇大結局更獲得十點佳績。本劇無論在故事内容、演員技巧，甚至劇集主題歌等方面，均獲得中港台媒體的一致好評，至今仍令人津津樂道。

## 故事大鋼
整個故事以前世今生為主題，片首之字句「前世冤，今世緣，三世情債，三世償還」已點出此故事之中心。有名之店舖「利發隆」為唐家祖業，因唐展鵬年紀尚幼，故暫由其母親代為打理。麥漢龍亦在店裡幫忙。如珠為唐展鵬之婢女，因一次到跟隨唐展鵬到塘西而被女鬼冷翠所殺。赫然發現他們三人前世的關係。

## 演出人員
- 林文龍 飾 唐展鵬（唐十一）
- 楊恭如 飾 張麗群
- 吳浣儀 飾 唐李少芬
- 文頌嫻 飾 何帶珠（如珠）
- 田蕊妮 飾 何帶寶（如寶）
- 邵仲衡 飾 麥漢龍
- 尹天照 飾 曾昌（二兩）
- 麥景婷 飾 梁貴嬋（一家）
- 黎淑賢 飾 倚虹
- 王　薇 飾 九如
- 黃美芬 飾 金仔
- 楊嘉諾 飾 蛋撻良
- 林正英 飾 劍伯
- 陳　煒 飾 冷翠
- 張國權 飾 初八
- 曾守明 飾 歐三少
- 李俊德 飾 司徒
- 陳銳 飾 阿凡
- 陳麗雲 飾 歐陽九姑
- 夏春秋 飾 爺爺
- 杜汶澤 飾 唐少雄
- 鄭恕峰 飾 許老闆
- 馮麗嫦 飾 阿四
- 黎思嘉 飾 小玉
- 楊萬達 飾 馬有恆
- 蕭鍵鏗 飾 大太公
- 劉宗基 飾 大漢甲（麥漢龍手下）
- 顏晉霖 飾 大漢乙（麥漢龍手下）
- 關偉倫 飾 羅局長
- 莊欣玲 飾 靈芝
- 林美華 飾 彩月
- 岑淑姬 飾 燕燕
- 梁錦燊 飾 舅父
- 王清河 飾 王伯
- 胡寶秀 飾 阿姑甲
- 何佩儀 飾 阿姑乙
- 陳美心 飾 阿姑丙

## 作品變遷
| 香港亞洲電視本港台 星期一至五 22:30-23:30 | 香港亞洲電視本港台 星期一至五 22:30-23:30 | 香港亞洲電視本港台 星期一至五 22:30-23:30 |
| ----------------------------------------- | ----------------------------------------- | ----------------------------------------- |
|                                           | 等著你回來                                |                                           |
| 待查                                      | 緣來是你                                  |                                           |

## 外部連結
- 豆瓣电影上《等着你回來（1996）》的資料 （简体中文）
- 鬼節必看 撞到正 農曆七月盂蘭節心驚驚 （页面存档备份，存于） 亞洲電視官方微博. 2022-08-11
- YouTube上的《撞到正》| Coincidentally | ATV播放列表 ATV 亞洲電視. 2023-08-06